# Hong Jeong-un
Hong Jeong-un (kor. 홍정운; * 29. November 1994 in Busan), auch bekannt als Hong Byeong-uk (kor. 홍병옥) ist ein südkoreanischer Fußballspieler.

## Karriere

### Verein
Hong Jeong-un erlernte das Fußballspielen in der Schulmannschaft der Busan Jungang Middle School, in der Jugend von Busan IPark sowie in der Universitätsmannschaft der Myongji University. Seinen ersten Vertrag unterschrieb er im Januar 2016 beim Daegu FC. Das Fußballfranchise aus Daegu spielte in der zweiten südkoreanischen Liga. Am Ende der Saison 2016 wurde er mit dem Verein Vizemeister und stieg somit in die erste Liga auf. 2018 gewann er mit Daegu den südkoreanischen Pokal. Im Finale konnte man sich gegen Ulsan Hyundai durchsetzen. 2021 stand er mit dem Verein ein weiteres Mal im Pokalfinale. Hier unterlag man den Jeonnam Dragons. Nach insgesamt 163 Ligaspielen wechselte er im Januar 2024 zum ebenfalls in der ersten Liga spielenden Daejeon Hana Citizen FC. Nach sechs Ligaspielen zog es ihn Anfang Januar 2025 nach Thailand. Hier unterschrieb er einen Vertrag beim Erstligisten Muangthong United. Am 24. Mai 2025 stand er mit Muangthong im Finale des FA Cups, das man mit 3:2 gegen den Meister Buriram United verlor.

### Nationalmannschaft
Hong Jeong-un spielte 2015 dreimal in der südkoreanischen U22-Nationalmannschaft.

## Erfolge
Daegu FC
- Südkoreanischer Pokalsieger: 2018
- Südkoreanischer Pokalfinalist: 2021
- Südkoreanischer Zweitligavizemeister: 2016

Muangthong United
- Thailändischer Pokalfinalist: 2024/25